# 峯 (川口市)
峯（みね）は、埼玉県川口市の大字。郵便番号は334-0056。

## 地理
川口市の南東部に位置し、一部で草加市と接する。大宮台地（鳩ヶ谷支台）の南端に位置する。地域内を辰井川が流れている。

## 歴史

### 沿革
もとは江戸期より存在した足立郡谷古田領に属する峯村で、古くは南北朝期より見出せる足立郡のうちの峯村であった。名前は『新編武蔵風土記稿』によると地区の北西側に丘（台地）が見られることから。峯村新田を領していた。
- はじめは幕府領で、以降変遷なし[5]。
- 1871年（明治4年）11月13日 - 第1次府県統合により埼玉県の管轄となる。
- 1872年（明治5年） - 観音寺廃寺跡に峯学校が開設される[5]。
- 1879年（明治12年）3月17日 - 郡区町村編制法により成立した北足立郡に属す。郡役所は浦和宿に設置。
- 1889年（明治22年）4月1日 - 町村制施行に並行して赤井、東本郷、蓮沼、前野宿、東貝塚、大竹、峯、新堀、榛松、江戸袋の十箇村が合併し、新郷村が成立。新郷村の大字峯となる。
- 1940年（昭和15年）4月1日 - 同郡鳩ヶ谷町（1950年に再分離、2011年に再編入）、芝村、神根村と共に川口市に編入され、新郷村は消滅。川口市の大字となる。

## 世帯数と人口
2021年（令和3年）1月1日現在の世帯数と人口は以下の通りである。
| 町丁 | 世帯数    | 人口    |
| ---- | --------- | ------- |
| 峯   | 2,658世帯 | 5,988人 |

## 小・中学校の学区
市立小・中学校に通う場合、学区（校区）は以下の通りとなる。
| 番地 | 小学校               | 中学校             |
| --- | -------------------- | ------------------ |
| 1番地〜904番地 911番地〜912番地 931番地〜932番地 1323番地〜1331番地 1333番地〜415番地 1423番地〜1426番地 1508番地〜1537番地 1643番地～9999番地 | 川口市立新郷東小学校 | 川口市立榛松中学校 |
| 905番地〜910番地 913番地〜930番地 933番地〜1322番地 1332番地〜1332番地 1416番地〜1422番地 1427番地〜1507番地 1538番地〜1642番地                | 川口市立新郷小学校   | 川口市立東中学校   |

## 交通
地内に鉄道は敷設されていない。

### 道路
- 埼玉県道・東京都道103号吉場安行東京線
- 埼玉県道34号さいたま草加線
- 峯八幡坂通り

## 施設
- 峯ヶ岡八幡神社[4] - 弘仁8年（817年）に円仁が創立したと伝えられる。谷古田領の総鎮守で谷古田八幡とも呼ばれた[5]。
  - 峯八幡公園
- 天台宗新光寺 - 峯ヶ岡八幡神社の別当寺[5]。平安末期の創建。
- 阿弥陀堂 - 地区の西部に所在
- 川口市立新郷東小学校[4]
- 峯町会会館
- 新郷東部公園
- 川口峯郵便局
- 新郷峯保育所[4]
- 東京電力パワーグリッド京北変電所
- 城北信用金庫峯新堀支店